# Calyptrochaeta parviretis
Calyptrochaeta parviretis là một loài rêu trong họ Daltoniaceae. Loài này được M. Fleisch. Z. Iwats., B.C. Tan & A. Touw mô tả khoa học đầu tiên năm 1978.